# Yoke Island
Yoke Island (von englisch yoke ‚Joch‘) ist eine Insel im Palmer-Archipel westlich der Antarktischen Halbinsel. Sie liegt westlich des nördlichen Endes von Liège Island.
Teilnehmer der Vierten Französischen Antarktisexpedition (1903–1905) unter der Leitung des Polarforschers Jean-Baptiste Charcot kartierten sie. Das UK Antarctic Place-Names Committee benannte sie 1960 deskriptiv nach ihrer Form.